# Blakea
Blakea (Blakea) je rod rostlin z čeledi melastomovité. Jsou to pozemní nebo epifytně rostoucí dřeviny s jednoduchými listy s charakteristickou žilnatinou a nápadnými šestičetnými květy, které jsou opylovány včelami, kolibříky a u některých druhů dokonce hlodavci. Rod zahrnuje přes 80 druhů a je rozšířen v tropické Americe. V současné taxonomii je rod Blakea pojat šířeji a jsou v něm vřazeny i druhy bývalého rodu Topobea. Některé druhy slouží v domorodé medicíně nebo se v tropech pěstují jako okrasné rostliny.

## Popis
Zástupci rodu blakea jsou stromy, keře nebo liány. Některé druhy rostou jako epifyty. Listy jsou jednoduché, celokrajné, vstřícné, obvykle velké, kožovité, řapíkaté, s vejčitou nebo podlouhlou čepelí. Žilnatina je tvořená 3 až 5 hlavními žilkami jdoucími od báze a příčně pospojovanými hustými sekundárními žilkami. Květy jsou často velké a nápadné, šestičetné, pravidelné nebo částečně dvoustranně souměrné (tyčinky), stopkaté, vyrůstající jednotlivě nebo ve svazečcích v úžlabích horních listů, podepřené 4 listeny. Češule je zvonkovitá nebo polokulovitá. Kalich je zakončený 6 krátkými laloky nebo uťatý, vytrvalý. Koruna je bílá, růžová nebo purpurová. Tyčinek je 12, jsou uspořádané do kruhu a těsně k sobě přilehlé, s krátkými nitkami. Spojidlo prašníků je na bázi zvětšené, na břišní straně bez přívěsků, na hřbetní se zubem. Semeník je spodní nebo polospodní a obsahuje většinou 6 komůrek (řidčeji méně). Plodem je bobule obsahující mnoho semen a nesoucí lem vytrvalého kalicha.

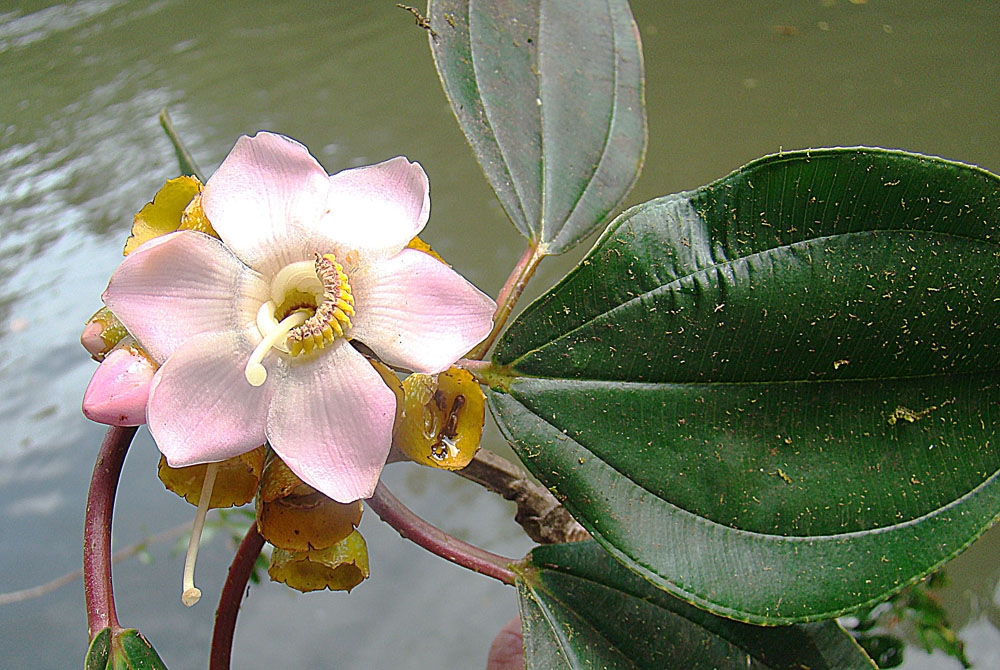
Blakea grandiflora
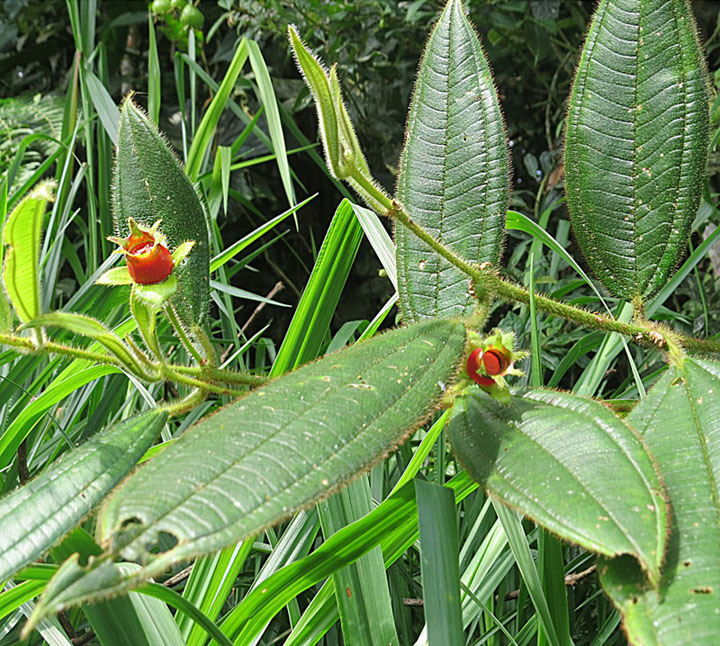
Blakea bracteata s plody
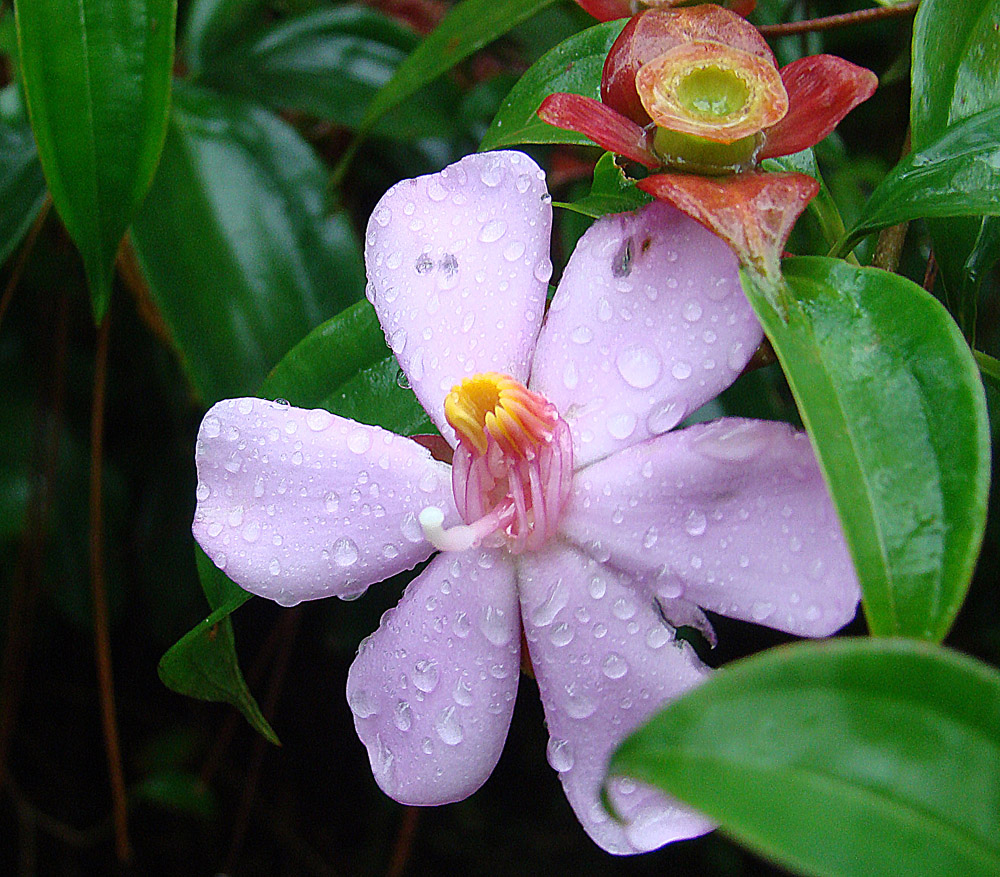
Květ Blakea litoralis

## Rozšíření
Rod blakea obsahuje v současném pojetí (včetně druhů bývalého rodu Topobea) 187 druhů. Je rozšířen v tropické Americe od Mexika po Brazílii a Bolívii a na Karibských ostrovech. Blakey rostou nejčastěji v podrostu horských nebo i nížinných tropických deštných lesů nebo jako epifyty či hemiepifyty na kmenech a v korunách stromů.

## Ekologické interakce
Květy blakeí jsou vonné a většinou opylované včelami sbírajícími pyl. Některé druhy (B. chlorantha, B. penduliflora a další 3 druhy) jsou specializovány na opylování hlodavci. Tyto druhy mají zelené, převislé květy zvonkovitého tvaru, s purpurovými prašníky a obsahující nektar. Druh B. fuchsioides je opylován kolibříci a má převislé červené květy, nápadně podobné květům fuchsie.

## Taxonomie
Rod Blakea je řazen v rámci čeledi melastomovité do podčeledi Melastomoideae a tribu Blakeeae. Tento tribus původně obsahoval 2 rody: Blakea a Topobea, které byly odlišovány pouze na základě znaků na prašnících. Zástupci Blakea je mají tlustší, z boků zploštělé, většinou s oddálenými vrcholovými póry, zatímco zástupci Topobea je mají téměř nebo zcela oblé, většinou s póry těsně u sebe nebo i slitými do jednoho. Molekulární výzkumy však ukázaly, že tyto znaky jsou taxonomicky nepoužitelné, neboť rod Topobea tvoří mnoho vývojových větví uvnitř rodu Blakea, který se tímto stává polyfyletickým. Proto byly v roce 2013 všechny druhy Topobea přeřazeny do rodu Blakea. Ve stejné revizi byl do tribu přeřazen z tribu Miconieae rod Chalybea a byl do něj vřazen rod Huilaea ze stejného tribu.

## Význam
Některé druhy se v tropech pěstují jako okrasné rostliny s velkými, nápadnými a zajímavě tvarovanými květy a velkými listy s pohlednou žilnatinou. Náleží mezi ně např. Blakea bracteata, B. glandulosa, B. involvens a B. rosea. Některé druhy také slouží v domorodé medicíně tropické Ameriky zejména k ošetřování ran, hadího kousnutí, při bolestech zubů a také proti očarování.